# Admiral Scheer (1933)
«Адмирал Шеер» (нем. Admiral Scheer) — немецкий тяжёлый крейсер типа «Дойчланд» времён Второй мировой войны.
Корабль назван в честь адмирала Рейнхарда Шеера. Изначально был классифицирован как броненосец, но в феврале 1940 года классификация была изменена на тяжёлый крейсер.

## Конструкция
Основной задачей, стоящей перед конструкторами, было создать мощный боевой корабль, не противоречащий условиям Версальского договора. В частности, водоизмещение корабля не должно было превышать 10 тыс. тонн. Немецкие инженеры подошли к её решению со свойственной им склонностью к инновациям. При строительстве для соединения деталей корпуса вместо традиционных заклёпок широко применялась дуговая сварка. Дизельные двигатели MAN оказались значительно легче паровых котлов и турбин, обычно применяющихся на тяжёлых кораблях. Трёхорудийные башни главного калибра позволили разместить шесть 283-мм орудий, ненамного увеличив вес башни по сравнению с двухорудийной. Эти решения позволили значительно снизить общий вес судна. Но, даже несмотря на это, тоннаж судна превысил дозволенные 10 тыс. тонн. В официальных же источниках вес был указан, как не нарушающий Версальского договора.
При разработке немцы рассчитывали на неуязвимость нового типа корабля, способного с одной стороны, уйти за счёт быстроходности от вражеских линкоров, а с другой стороны, способным благодаря мощному вооружению выйти победителем из схватки с любым тяжёлым крейсером. Дизельные двигатели обеспечили кораблю необычайно большую дальность хода, а высокая начальная скорость новых орудий и большой угол возвышения — дальнобойность, близкую к такой у тяжёлых орудий линкоров, позволяющую начать огневой контакт с недоступной крейсерам дистанции. Была достигнута хорошая скорострельность: 2 выстрела в минуту главным калибром и до 10 в минуту калибром 150 мм. Корабли позиционировались как броненосцы, чтобы не нарушать формальных ограничений  по основному калибру для крейсеров. Новая разработка вызвала значительную реакцию иностранных разработчиков, вынужденных разрабатывать новые корабли для противодействия немецким эрзац-линкорам.

### Недостатки
Среди недостатков «Адмирала Шеера» следует в первую очередь отметить его невысокую скорость. По этому показателю он значительно (на 4-5 узлов) уступал британским крейсерам. Невысокая скорость очень ограничивала рейдерские качества крейсера, поскольку при атаке конвоя приходилось преследовать расходящиеся во все стороны торговые суда противника, а после успешной атаки стремительно уходить от вызванных конвоем патрульных сил.
Кроме того, конструкторы явно недооценивали угрозу крупным военным кораблям со стороны авиации. На головном корабле класса было установлено всего три крупнокалиберных (88-мм) зенитных орудия. На «Адмирале Шеере» их количество было удвоено с самого начала, однако первый же авианалёт показал слабость противовоздушной обороны корабля.
Отсутствие отдельного поста управления средней артиллерией значительно ограничивало её боевое применение.

## Технические детали

### Силовая установка
Традиционная силовая установка тяжёлых крейсеров представляла собой несколько паровых турбин (обычно по одной на винт), пар в которые подавался из паровых котлов (по 2-4 на каждую турбину). Схема была достаточно громоздкой и тяжёлой. В связи с упомянутыми выше ограничениями она не подходила для «карманного линкора». На тяжёлых крейсерах типа «Дойчланд» немецкие судостроители впервые применили дизельную силовую установку, состоящую из четырёх групп двигателей. В каждой группе находилось по два 9-цилиндровых двухтактных дизеля MAN M-9Zu42/58 двойного действия, каждый из которых развивал мощность до 7100 л. с. при 450 об/мин (максимальная продолжительная мощность 6655 л. с.). Суммарная мощность всех восьми главных двигателей на гребных валах (с учётом потерь) — 54000 л. с., что обеспечивало скорость хода около 27 узлов. При скорости хода 25 узлов необходимая мощность составляла 33000 л. с., при скорости 19 узлов — 11 000 л. с.
В силовую установку корабля также входили четыре вспомогательных 5-цилиндровых дизеля MAN M-5Z42/58 каждый максимальной мощностью 1450 л. с. при 425 об/мин.
Электрическая сеть корабля питалась от 8 дизель-генераторов суммарной мощностью 2800 кВт.

### Основное вооружение

#### Главный калибр
Артиллерию главного калибра составляли шесть 283-мм орудий SK L/52 C28, размещённые в двух бронированных башнях — одна в носу, одна в корме. Каждая башня главного калибра весила около 590 тонн и обеспечивала надёжную защиту расчётам орудий. Толщина передней бронеплиты составляла 160 мм, задней — 170 мм, верхней — до 105 мм, боковых — до 85 мм. Ствол каждого орудия весил 48,2 тонн и был 14,8 метров в длину. Углы наведения орудий: от −10° до +40° по вертикали и по 145° на борт. Максимальная дальность стрельбы при угле возвышения 40° составляла 36 475 м. Живучесть ствола — 340 выстрелов полным зарядом — около трёх полных боезапасов. Механизмы позволяли делать 3 выстрела в минуту, однако на практике скорострельность не превышала двух.
В боекомплект входили три типа снарядов, весящие по 300 кг.
- Бронебойный — длина 1047 мм, (2,6 % взрывчатого вещества).
- Бронебойно-фугасный (с замедлением) — длина 1188 мм (5,65 % ВВ).
- Фугасный — длина 1188 мм (7,8 % ВВ).

Боезапас составлял 105—120 снарядов на ствол, всех трёх типов поровну.

#### Вспомогательный калибр
Артиллерия вспомогательного калибра состояла из восьми 150-мм орудий SK L/55 C28, расположенных в восьми башнях вдоль бортов. По сравнению с главным калибром, эти орудия были обеспечены значительно хуже. Броневая защита расчётов составляла всего 10 мм, что не идёт ни в какое сравнение с бронированием главного калибра. Установки вспомогательного калибра были тесными и неудобными внутри. Длина ствола — 8,2 м. Угол возвышения орудий — от −10° до +35°. Максимальная дальность стрельбы при угле возвышения 35° составляла 22 000 м. Живучесть ствола — около 1000 выстрелов. Техническая скорострельность составляла 10 выстрелов в минуту, практическая же зависела от условий питания боеприпасами и не превышала 5-7 выстрелов в минуту.
В боекомплект входили два типа снарядов — бронебойные и фугасные, весящие по 42 кг. Боезапас первоначально составлял 100 снарядов на ствол, впоследствии был увеличен до 150.

### Зенитное вооружение
Вследствие всё возрастающей угрозы с воздуха зенитное вооружение корабля постоянно увеличивалось и модернизировалось. С момента постройки до 1945 года количество зенитных автоматов возросло с 16 до 39 единиц.
Первоначальное вооружение состояло из:
- Шести 88-мм орудий L/78 C/31.
- Восьми 37-мм автоматических орудий L/83 C/30 в спаренных установках.
- Восьми малокалиберных 20-мм автоматов L/65 в счетверённых установках.

В 1939 году орудия L/78 C/31 были заменены более мощными 105-мм орудиями L/65 C/33. Число же и расположение 20-мм зенитных автоматов постоянно менялось и к концу войны составило 33 в одиночных, спаренных и счетверённых установках.

### Бронирование
Ещё одной инновацией стала система бронирования корабля. Она полностью отходит от общепринятых правил как немецкого, так и мирового судостроения. Вследствие этой инновационности бронирование кораблей класса значительно различалось. На «Адмирале Шеере» широкое применение нашла более прочная броня «Вотан», разработанная на заводах Круппа.
Основными элементами системы бронирования являются поясная броня, броневая палуба и броневые переборки.
Поясная броня располагалась под углом 13° и состояла из двух поясов бронеплит — нижнего, толщиной 80 мм и верхнего, толщиной 50 мм. Верхний пояс брони располагался выше, чем на головном корабле серии и достигал средней палубы. К носу толщина брони уменьшалась, а сам нос и вовсе не был забронирован. Бронирование же кормовой части было усилено для обеспечения большей живучести винторулевой установки и достигло 45 мм. Толщина противоторпедной переборки и бронепалубы несколько уменьшена и составила 40 мм, а между верхними броневыми переборками — и вовсе 20 мм. Однако это в некоторой мере компенсировалось применением брони «Вотан».
Интересным и неоднозначным решением является установка продольной броневой 40-мм переборки. С одной точки зрения, она неоправданно утяжеляла и дисбалансировала корабль. С другой же, являлась важным несущим элементом бронепалубы и предохраняла от продольных попаданий в нос, особо опасных из-за его слабой защиты.
Особое внимание было уделено защите пунктов управления кораблём. По сравнению с «Дойчландом» толщина брони боевой рубки возросла на 10 мм, до 150 мм, а пунктов управления огнём — удвоилась и составила 100 мм.
В целом же броневая защита «Адмирала Шеера» выглядит более мощной и продуманной, чем «Дойчланда».

### Торпедное вооружение

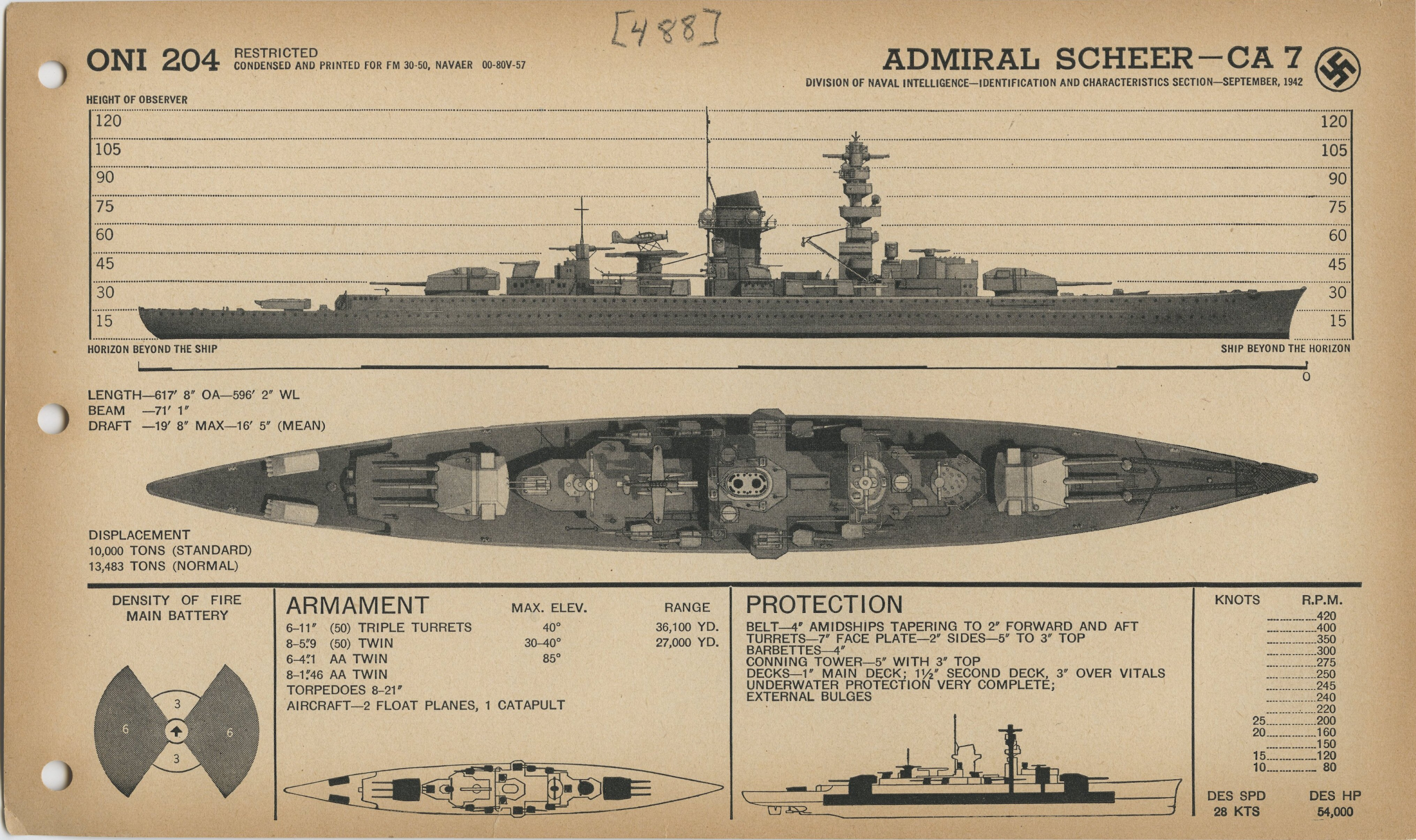
На иллюстрации из буклета ВМС США хорошо видны торпедные аппараты

«Адмирал Шеер», имел два четырёхтрубных 533-мм торпедных аппарата, расположенных в кормовой части корабля.

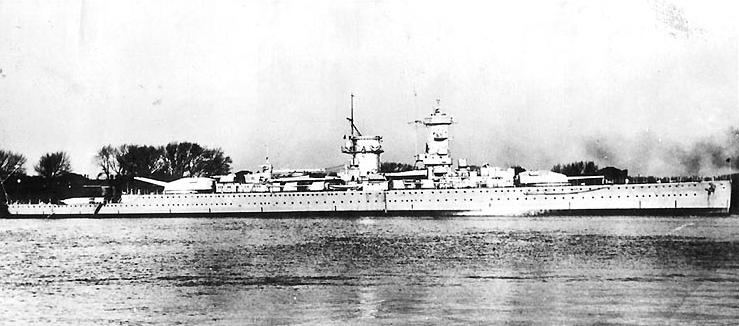
«Адмирал Шеер» в Вильгельмсхафене в день вступления в строй (12 ноября 1934 г.)

## История

### Гражданская война в Испании
Своё первое задание крейсер получил в июле 1936 года, когда был отправлен в Испанию для эвакуации немецких граждан, застигнутых гражданской войной. Он также следил за советскими кораблями, доставлявшими военные грузы республиканцам и охранял немецкие транспорты, перевозившие оружие для франкистов. 31 мая 1937 года линкор и четыре торпедных катера германских ВМС открыли огонь по испанскому портовому городу Альмерия, в ответ на налёт республиканской авиации на тяжёлый крейсер «Дойчланд». От этого обстрела, предпринятого в нарушение международного права, погиб 21 житель города и 55 жителей получили ранения. К концу июня 1938 года на счету крейсера было уже восемь походов к испанским берегам.

### Захват Клайпеды
В марте 1939 года вместе с остальными кораблями своего класса участвовал в захвате немцами Клайпеды.

### Вторая мировая война
В ходе Второй мировой войны «Адмирал Шеер» под командованием Теодора Кранке стал самым успешным рейдером Кригсмарине, предпринимая походы вплоть до Индийского океана.
Для крейсера Вторая мировая война началась 4 сентября 1939 года, когда он был атакован в Вильгельмсхафене бомбардировщиками Королевских ВВС «Бристоль Бленхейм». В корабль попали 3 бомбы, однако серьёзных повреждений не причинили, при этом один бомбардировщик был сбит. После налёта противовоздушная оборона корабля была усилена — 88-мм зенитные орудия были заменены на 105-мм.
С 1 февраля и до конца июля 1940 года крейсер подвергся ремонту и модернизации. В частности, на него установили новый радиолокатор «FuMO-26», оборудование для размагничивания, усилили противовоздушную оборону.

#### Рейд капитана Кранке
В октябре 1940 года морская служба радиоперехвата (B-Dienst) получила информацию о выходе в море конвоя HX-84 из Галифакса. 23 октября «Адмирал Шеер» вышел из Готенхафена (Гдыня) и направился в Ставангер. 28 октября он прорвался в Атлантику через Датский пролив, а 5 ноября потопил свою первую жертву — британское судно «Мопан». В тот же день разведывательный самолёт «Арадо-196» заметил конвой. В начале войны трансатлантические конвои охранялись эсминцами лишь в последние три дня пути. Считая, что конвой идёт без охранения, Кранке решил атаковать его. Однако в охранении конвоя шёл «Джервис-Бэй» — вспомогательный крейсер, переоборудованный из пассажирского судна. Несмотря на то, что вооружение британского крейсера состояло лишь из 6 устаревших орудий, он вступил в неравный бой и был потоплен. «Адмиралу Шееру» потребовалось около часа, чтобы потопить «Джервис-Бэй», что дало время остальным судам рассредоточиться. В результате «Адмиралу Шееру» удалось потопить лишь 5 судов из 37. Эта атака вызвала изменения в действиях Адмиралтейства. В США были закуплены эсминцы с достаточным запасом хода для пересечения Атлантики, кроме того, в охранение конвоев стали включаться авианосцы.
Для преследования и уничтожения рейдера адмиралтейство отправило несколько кораблей, но «Адмиралу Шееру» удалось ускользнуть и уйти на юг для встречи со своим заправщиком — танкером «Нордмарк». В последующие два месяца он потопил или захватил несколько кораблей. Новый 1941 год корабль встретил в южной Атлантике, в нескольких сотнях миль от архипелага Тристан-да-Кунья. В феврале 1941 года капитан Кранке предпринял рейд в Индийский океан. Ему удалось потопить ещё два судна, однако последнее из них успело подать сигнал бедствия, привлёкший британские крейсеры. «Адмирал Шеер» потопил ещё один сухогруз, ушёл от преследования и вернулся в Атлантику. Он направился на север, прошёл через Датский пролив и в конце концов достиг Киля 1 апреля 1941 года, пройдя 46 тысяч морских миль и потопив 16 судов противника. За этот рейд капитану корабля Теодору Кранке было присвоено звание контр-адмирала.

«Адмирал Шеер» на пути в Норвегию. Февраль 1942 года. Снимок сделан с борта крейсера «Принц Ойген»

#### Действия в Арктике
В следующий раз «Адмирал Шеер» вышел в море 2 июля 1942 года для участия в перехвате конвоя PQ-17. Командовал им капитан-цур-зее Вильгельм Меендзен-Болькен, назначенный вместо ушедшего на повышение Кранке. Однако 5 июля операция надводных кораблей против PQ-17 была прервана. 16 августа крейсер был направлен в Карское море для перехвата конвоев, следующих по Северному морскому пути, и нападения на советские порты в этом регионе. «Адмирал Шеер» не смог атаковать проходивший в этом районе конвой, но 25 августа потопил в бою советский ледокол «Александр Сибиряков», экипаж которого успел связаться со станцией на острове Диксон и предупредить об опасности. С 26 на 27 августа «Адмирал Шеер» атаковал Диксон. Находившиеся на рейде порта Диксон суда — сторожевой корабль СКР-19 (ледокольный пароход «Дежнёв») и пароход «Революционер», а также береговая 152-мм батарея открыли ответный огонь. Очевидцы с советской стороны сообщают о нескольких попаданиях и вызванном ими пожаре на борту корабля противника, однако немецкими документами и экипажем «Адмирала Шеера» это не подтверждается. Крейсер обогнул остров Диксон, ведя огонь по различным объектам на берегу и в акватории порта, временами ставя дымовую завесу от огня береговой батареи. За время обстрела им было выпущено 77 снарядов главного калибра, 153 среднего и 226 снарядов зенитной артиллерии. Хотя немцы заявили о потоплении в порту «большого танкера», «Дежнёв» и «Революционер», получившие повреждения, позже смогли самостоятельно дойти до Дудинки для ремонта, повреждения порта вскоре были устранены. «Адмирал Шеер» вернулся в Нарвик 30 августа, не добившись больше никаких успехов.

#### Последние годы войны и гибель
Неудачные действия надводного флота вызвали гнев Гитлера и смещение с поста командующего кригсмарине Э. Редера. Вместо него командующим был назначен К. Дёниц, убеждённый сторонник подводной войны. Однако и новый командующий попытался активизировать действия надводного флота. Но 26 декабря 1943 года при попытке атаковать британский конвой был потоплен линейный крейсер «Шарнхорст». Вследствие этого, а также растущей нехватки ресурсов, операции надводного флота были свёрнуты. Осенью 1944 года корабль оказывал артиллерийскую поддержку отступающим немецким войскам. В начале 1945 года крейсер неоднократно обстреливал прибрежные позиции Красной Армии, однако из-за износа орудийных стволов в марте был вынужден стать на ремонт в Киле. В ночь с 9 на 10 апреля 1945 года в ходе налёта более 300 самолётов британской авиации на верфи в Киле «Адмирал Шеер» был атакован авиацией. Он был поражён пятью сверхтяжёлыми бомбами «Толлбой», перевернулся и затонул в доке. В момент бомбардировки бо́льшая часть экипажа находилась на берегу; 32 человека, находившиеся на борту, погибли.
После войны часть затопленного корпуса корабля была утилизирована, часть засыпана при строительстве автостоянки на месте дока.

## Командиры
В таблице приведены российские аналоги званий командиров. В кригсмарине им соответствовали:
- Капитан 2-го ранга (со старшинством в чине менее трёх лет) — нем. Fregattenkapitän;
- Капитан 1-го ранга — нем. Kapitän zur See;
- Контр-адмирал — нем. Konteradmiral.

| Звание             | Имя                        | Дата приёма командования | Дата сдачи командования |
| ------------------ | -------------------------- | ------------------------ | ----------------------- |
| Капитан 1-го ранга | Вильгельм Маршалл          | 12 ноября 1934 г.        | 22 сентября 1936 г.     |
| Капитан 1-го ранга | Отто Цилиакс               | 22 сентября 1936 г.      | 31 октября 1938 г.      |
| Капитан 1-го ранга | Хайнц-Генрих Вюрмбах       | 31 октября 1938 г.       | 31 октября 1939 г.      |
| Капитан 1-го ранга | Теодор Кранке              | 31 октября 1939 г.       | 1 апреля 1941 г.        |
| Контр-адмирал      | Теодор Кранке              | 1 апреля 1941 г.         | 12 июня 1941 г.         |
| Капитан 1-го ранга | Вильгельм Меендзен-Болькен | 12 июня 1941 г.          | 28 ноября 1942 г.       |
| Капитан 2-го ранга | Эрнст Грубер               | 28 ноября 1942 г.        | 1 февраля 1943 г.       |
| Капитан 1-го ранга | Рихард Роте-Рот            | 1 февраля 1943 г.        | 1 апреля 1944 г.        |
| Контр-адмирал      | Рихард Роте-Рот            | 1 апреля 1944 г.         | 4 апреля 1944 г.        |
| Капитан 1-го ранга | Эрнст-Людвиг Тинеманн      | 4 апреля 1944 г.         | 9 апреля 1945 г.        |

## Потопленные и захваченные суда
| Дата               | Судно                                   | Страна         | Тоннаж | Судьба         |
| ------------------ | --------------------------------------- | -------------- | ------ | -------------- |
| 5 ноября 1940 г.   | «Мопан» (SS Mopan)                      | Великобритания | 5389   | потоплен       |
| 5 ноября 1940 г.   | «Джервис Бей» (HMS Jervis Bay)          | Великобритания | 14 164 | потоплен в бою |
| 5 ноября 1940 г.   | «Майдан» (SS Maidan)                    | Великобритания | 7908   | потоплен       |
| 5 ноября 1940 г.   | «Тревеллард» (SS Trewellard)            | Великобритания | 5201   | потоплен       |
| 5 ноября 1940 г.   | «Кенбейн Хед» (SS Kenbane Head)         | Великобритания | 5225   | потоплен       |
| 5 ноября 1940 г.   | «Биверфорд» (SS Beaverford)             | Великобритания | 10 142 | потоплен       |
| 5 ноября 1940 г.   | «Фресно Сити» (SS Fresno City)          | Великобритания | 4995   | потоплен       |
| 24 ноября 1940 г.  | «Порт Хобарт» (SS Port Hobart)          | Великобритания | 7448   | потоплен       |
| 1 декабря 1940 г.  | «Трайбсмен» (SS Tribesman)              | Великобритания | 6242   | потоплен       |
| 17 декабря 1940 г. | «Дюкеса» (SS Duquesa)                   | Великобритания | 8652   | захвачен       |
| 17 января 1941 г.  | «Сандефьорд» (SS Sandefjord)            | Норвегия       | 8083   | захвачен       |
| 20 января 1941 г.  | «Барневельд» (SS Barneveld)             | Нидерланды     | 5597   | потоплен       |
| 20 января 1941 г.  | «Стенпарк» (SS Stanpark)                | Великобритания | 5103   | потоплен       |
| 20 февраля 1941 г. | «Бритиш Адвокейт» (SS British Advocate) | Великобритания | 6994   | захвачен       |
| 20 февраля 1941 г. | «Григориос С.» (SS Grigorios C.)        | Греция         | 2546   | потоплен       |
| 21 февраля 1941 г. | «Кенедиан Крузер» (SS Canadian Cruiser) | Великобритания | 6992   | потоплен       |
| 22 февраля 1941 г. | «Рантау Паджанг» (SS Rantau Pandjang)   | Нидерланды     | 2542   | потоплен       |
| 25 августа 1942 г. | «Александр Сибиряков»                   | СССР           | 1384   | потоплен в бою |